# Fabriciana kamala
Fabriciana kamala är en fjärilsart som beskrevs av Moore 1857. Fabriciana kamala ingår i släktet Fabriciana och familjen praktfjärilar. Inga underarter finns listade i Catalogue of Life.